# Lanterna Verde
Lanterna Verde (Green Lantern) è il nome di diversi supereroi dei fumetti statunitensi pubblicati da DC Comics.
Il Corpo delle Lanterne Verdi è un corpo di polizia spaziale soprannominato anche i Cavalieri dello Smeraldo (Emerald Knights) che ha il compito di mantenere l'ordine nell'universo e di fronteggiare i pericoli che ne minacciano l'esistenza.
Fondato dal popolo di immortali che vive sul pianeta Oa, prende il posto del precedente organo di controllo, un gruppo di automi denominato Manhunters che a un certo punto si è ribellato ai Guardiani: la loro ribellione è, infine, sfociata nel crossover Millennium, durante il quale i principali eroi della Terra e dell'universo si unirono insieme per fronteggiare la terribile minaccia.

## Biografia dei personaggi

### Alan Scott

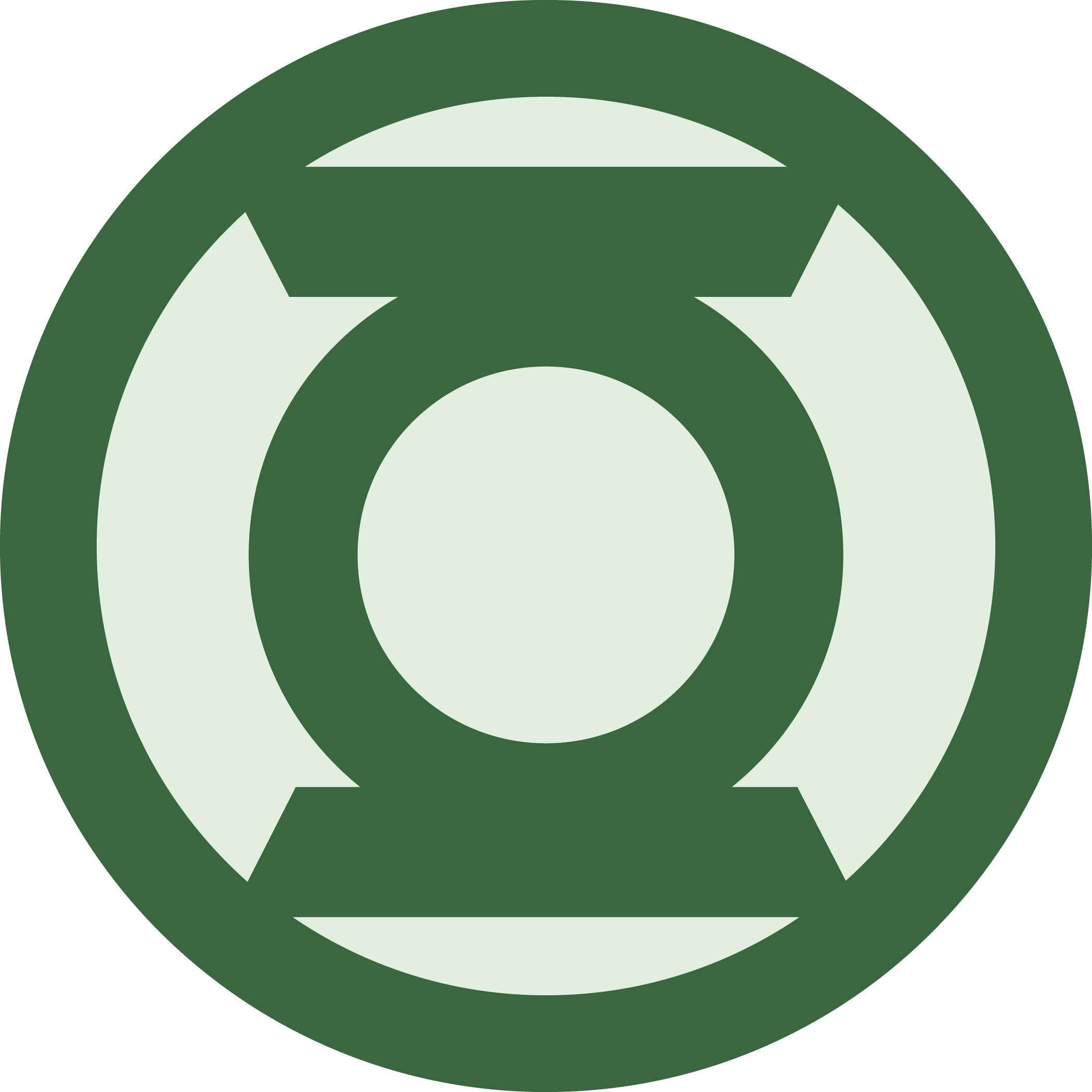
Logo di Lanterna Verde

Lanterna Verde è un personaggio che fa il suo esordio in piena golden age. È in grado di realizzare ogni cosa riesca a pensare la sua immaginazione e quindi è potenzialmente il supereroe più potente in assoluto.
Il primo ad avere nelle mani questo potere è Alan Scott, ideato da Bill Finger e Martin Nodell sulle pagine di All American Comics numero 16 del 1940: si imbatte, infatti, in uno strano meteorite caduto sulla Terra che emana strane radiazioni verdi. Quasi guidato telepaticamente dal meteorite (un pezzo del pianeta Oa), dal minerale racchiuso al suo interno realizza un anello e una lanterna di luce, che gli serve per ricaricare periodicamente il suo anello. Ovviamente si confeziona un costume, abbastanza classico per il genere supereroico: un ampio mantello viola e una maschera dello stesso colore, quindi una maglia di colore rosso con un cerchio giallo sul petto sopra il quale c'è il suo simbolo, una lanterna verde. Infine un paio di pantaloni verdi e degli stivali rossi.
Primo protettore di Gotham, secondo la continuity attuale ha rappresentato un vero e proprio mito per molti giovani gothamiti, tra cui il piccolo Bruce Wayne, che ne ripercorrerà le orme, ma con un costume e un ruolo molto più oscuro: quello di Batman. I suoi poteri praticamente illimitati erano bloccati solo dal legno, su oggetti di questo materiale non poteva agire. La limitazione era pensata dagli autori per elaborare spunti interessanti per le storie e, soprattutto, di trovare modi sempre abbastanza elaborati per mettere in difficoltà l'eroe. Si unì, poi, alla Justice Society of America, il primo supergruppo del fumetto statunitense.
Come per tutti i personaggi della Golden Age Lanterna Verde cadde nel dimenticatoio nel corso degli anni cinquanta, per poi tornare sulla cresta dell'onda durante la Silver Age, con un nuovo uomo sotto la maschera. Alan Scott, però, non venne completamente dimenticato, facendo comparsate prima in crossover inter-dimensionali, quindi, dopo Crisi sulle Terre infinite, rimanendo stabilmente come eroe delle origini, in una nuova continuity in cui c'era spazio per tutti gli eroi della Golden Age.

### Hal Jordan
I Guardiani dell'Universo sono una razza aliena di esseri immortali evolutasi dai primi esseri senzienti dell'Universo. Da miliardi di anni il loro scopo è di mantenere l'ordine nell'Universo. Dopo aver fallito con la creazione di un corpo di polizia spaziale formato da androidi (Manhunters), creano il corpo delle Lanterne Verdi. Ogni Lanterna Verde è un essere senziente a cui viene assegnato un settore dell'Universo. Il potere gli viene dato da un anello verde che canalizza la sua forza di volontà. Ogni volta che una Lanterna Verde si ritira o perisce l'anello sonda il pianeta abitato più vicino alla ricerca di un essere con la determinazione, il coraggio e l'immaginazione necessarie per sfruttare il potere di tale arma.
È in questo modo che Hal Jordan diventa il primo terrestre a vestire il manto di Lanterna Verde del settore 2814, quello in cui è inclusa la Terra. Il predecessore di Hal è Abin Sur. Questi si dirige sul nostro pianeta con un'astronave al cui interno vi è prigioniero Atrocitus. Il suo scopo è di indagare se sia vera la nefasta profezia secondo la quale la Terra è il luogo che darà origine alla La notte più profonda. Rimane ferito a morte durante l'atterraggio, sabotato dalla fuga di Atrocitus. Prima di morire manda il suo anello in cerca di chi lo possa sostituire e la scelta cade proprio su Hal Jordan, temerario collaudatore di aerei per la Ferris Aircraft.
Insieme ai Fantastici Quattro e a Flash è uno dei simboli della Silver Age, l'epoca della rinascita dei supereroi. Riportato in vita sotto la spinta di Julius Schwartz, probabilmente uno dei migliori editor dell'editoria a fumetti mondiale, la nuova Lanterna Verde diventa quindi un personaggio di grande successo, proposto sulle pagine di Showcase da John Broome, Gil Kane e Joe Giella, anche grazie ai problemi e ai dubbi di un Hal Jordan alle prime armi, con un potere immenso tra le mani da gestire.
Grande amico di Barry Allen, il secondo Flash, fonda con lui, Black Canary, Aquaman e J'onn J'onzz la JLA (continuity post-Crisis), il più potente gruppo di supereroi del cosmo DC, di cui chiunque vorrebbe fare parte.
Il suo coraggio, la sua gloria, e la sua spericolatezza diventano famosi e soprattutto diventano un esempio per tutti, giovani e vecchi eroi. Limitato solo dalla sua volontà e dall'impossibilità di agire sugli oggetti di colore giallo, le sue certezze sull'ordine dei Guardiani dell'Universo, già minate dalla storia di Ganthet, crollano definitivamente dopo la distruzione di Coast City, la sua città, e Jordan parte alla volta di Oa per distruggere i Guardiani, il Corpo e chiunque si opponga tra lui e il suo obiettivo: entrare nella Batteria Centrale posta sul pianeta.
Dopo avere ucciso migliaia di Lanterne, compresi il suo primo maestro Kilowog e l'eterno nemico Sinestro, si fonde con la Batteria Centrale, per poi tornare, alcuni mesi più tardi, come Parallax e dare origine all'evento denominato Ora zero con il quale vorrebbe fare ripartire da zero l'universo cancellando tutti gli errori precedenti, primo fra tutti la distruzione di Coast City, la sua città. Fermato da tutti gli eroi della Terra, ritornerà per la sua ultima avventura durante L'ultima notte per salvare il suo pianeta dalla distruzione.
Il suo coraggio e la sete di riscatto della sua anima gli concederà una seconda occasione nei panni dello Spettro.
Nel 2005, però, rispondendo alle pressanti richieste dei lettori, e dopo la chiusura per scarse vendite della serie dedicata a questa sua ultima incarnazione, decidono di fare ritornare il personaggio nei panni di Lanterna Verde con la miniserie Lanterna verde: Rinascita, ad opera di Geoff Johns ed Ethan Van Sciver, che ha spianato la strada alla nuova serie di Lanterna Verde con Hal come protagonista assoluto. Jordan entra pure nella nuova formazione della JLA ed è uno dei primi ad accorgersi dei piani di Sinestro che sfoceranno nelle Sinestro Wars.

### John Stewart e Guy Gardner
Durante il suo periodo come Lanterna Verde, Jordan si ritirò un paio di volte. In tali occasioni vennero chiamati in sua sostituzione altri due terrestri, John Stewart e Guy Gardner.
Mentre Stewart è stato un abile combattente, fedele e ordinato, ligio al dovere (quando lasciò il corpo, si unì alle Darkstars, un gruppo di polizia cosmica alternativo alle Lanterne Verdi), Gardner era un elemento assai difficile da controllare, probabilmente a causa della sua forte personalità, di un carattere molto guascone e della sua grandissima forza di volontà, l'unico motore in grado di fare funzionare correttamente l'anello. Anche Gardner fece parte della Justice League of America per un breve periodo e dopo fu trasferito nella filiale europea del gruppo con sede a Parigi. John è ora compagno di settore di Hal Jordan sul pianeta Terra, mentre Gardner è su OA insieme a Kyle Rayner ad addestrare nuove Lanterne per rimpolpare le file del rinato Corpo delle Lanterne Verdi.

### Kyle Rayner
Dopo lo sterminio causato dalla follia di Jordan, Ganthet, unico oano sopravvissuto, si dirige sulla Terra alla ricerca di un nuovo portatore per l'ultimo anello rimasto. La scelta cade su Kyle Rayner, giovane cartoonist di New York che cercherà di dimostrarsi sempre all'altezza, ma deciderà di ritirarsi, lasciando il suo posto a John Stewart.

### Simon Baz
Personaggio introdotto in seguito ai New 52. Di etnia araba, laureatosi in ingegneria meccanica, si dà alle gare clandestine di auto e al furto di mezzi per sostenere la difficile situazione familiare. Riesce a rubare un camion ignorando che questo sia carico di esplosivo, viene perciò accusato di terrorismo e arrestato: ed è proprio in questo momento che viene reclutato dall'anello di Hal Jordan, ormai spedito nella Zona Morta da Mano Nera.
Divenuto una lanterna tiene ancora una pistola perché non si fida pienamente delle potenzialità dell'anello; ha tatuato sul braccio in arabo la scritta "coraggio".

### Jessica Cruz
Jessica Cruz è la più recente Lanterna Verde terrestre. Jessica ha perso il fratello per mano di un gruppo di criminali, riuscendo lei a scappare. Visse anni di terrore più assoluto non uscendo mai di casa. La sua paura fu il catalizzatore che consentì all'anello di Power Ring, la malvagia Lanterna "al contrario" di Terra-3, di sceglierla come sua avatar. Nel corso della Darkseid War Jessica ha mostrato grande coraggio, sacrificandosi per salvare la vita di Flash, tanto che l'Anello del Potere Verde l'ha scelta come nuova Lanterna Verde.

## Il giuramento
Ogni Lanterna Verde deve recitare un giuramento nel momento in cui riceve l'anello del potere dai Guardiani dell'Universo di Oa o dalla precedente Lanterna Verde. Il giuramento viene inoltre solitamente ripetuto da ogni Lanterna Verde quando ricarica l'anello ogni 24 ore, mettendo la mano nella lanterna personale, copia perfetta e identica di quella presente sul pianeta Oa.
Il giuramento delle Lanterne Verdi nell'originale è:
Nell'edizione italiana è stato tradotto in diversi modi. La versione più diffusa, usata nelle edizioni Williams Inteuropa e Play Press dei fumetti oltre che nel film Lanterna Verde, recita:

## Poteri e abilità
L'anello delle Lanterne Verdi è l'arma più potente della Galassia, conferisce al possessore la capacità di creare qualunque oggetto riesca a immaginare, dal più semplice al più complesso e di qualunque dimensione, composto da un'energia verde. 
La consistenza delle creazioni è direttamente proporzionale alla forza di volontà del possessore dell'anello, mentre la loro durata può variare, ma se l'anello non viene ricaricato entro 24 ore, le creazioni si dissolvono.
L'anello inoltre permette al suo possessore di sopravvivere nello spazio siderale, di volare a velocità elevate e di tradurre istantaneamente qualunque linguaggio della galassia, permettendo alle Lanterne Verdi di comunicare con qualunque forma di vita aliena.
Un tempo gli anelli delle Lanterne Verdi avevano un'anomalia: erano inefficaci contro gli oggetti di colore giallo. Contro questi l'energia dell'anello si dissolveva, ma di recente, grazie a Kyle Rayner, questo difetto è stato eliminato. L'anello di Alan Scott, invece, a causa di un errore di progettazione dei Guardiani di OA, era inutilizzabile contro il legno.

## Altri media

### Animazione
- Hal Jordan è stato il protagonista di alcuni episodi solisti dedicati al personaggio e alla Justice League che facevano parte della serie animata The Superman/Aquaman Hour of Adventure del 1967. Queste sono state le prime apparizioni televisive del personaggio, doppiato in originale da Gerald Mohr.
- Hal Jordan è stato occasionalmente un personaggio di supporto nella serie animata I Superamici. In questo caso il personaggio è stato doppiato da Micheal Rye.
- John Stewart appare nella serie animata Justice League doppiato da Phil LaMarr.
- Dal luglio 2011 è iniziata Lanterna Verde. Serie animata in CG su Lanterna Verde trasmessa su Cartoon Network.

### Cinema
- La Warner Bros. ha annunciato per il 17 giugno 2011[1] (in Italia il 31 agosto 2011[2]) l'uscita di una pellicola sull'eroe, diretta da Martin Campbell e con Ryan Reynolds nei panni di Hal Jordan[3], Mark Strong nei panni della lanterna rinnegata Sinestro, Peter Sarsgaard in quelli del supercriminale Hector Hammond[4] e Blake Lively in quelli di Carol Ferris[5].
- Nel film del DC Extended Universe Justice League (2017) e nella versione del regista Zack Snyder's Justice League (2021), appaiono delle Lanterne Verdi come camei mentre lottano rispettivamente contro Steppenwolf e Darkseid per salvare il mondo. Nel 2014 è stato annunciato lo sviluppo di un film sul Corpo delle Lanterne Verdi, inerente all'universo cinematografico,[6] la storia avrebbe dovuto essere incentrata sui personaggi di Hal Jordan e John Stewart. L'uscita del film era fissata per il 24 luglio 2020, ma è stata posticipata a data indefinita; a seguito dell'annuncio della serie televisiva del DC Universe (DCU) Lanterns, lo sviluppo del film è stato bloccato.[7]
- Guy Gardner, interpretato da Nathan Fillion è comparso nel primo film del DC Universe Superman (2025).

### Televisione
Il personaggio di Lanterna Verde/Guy Gardner, interpretato da Matthew Settle era presente nell'episodio pilota della serie dedicata alla JLA, prodotta da CBS nel 1997 ma mai realizzata.
L'eroe, sotto il nome di Alan Scott, appare nell'episodio Absolute Justice della nona stagione di Smallville, andato in onda originariamente su The CW il 5 febbraio 2010.
Nella serie televisiva The Big Bang Theory il personaggio di Sheldon Cooper indossa spesso una t-shirt con il simbolo della lanterna verde. Nella puntata 12 della terza stagione "Il vortice psichico" Sheldon accompagna Raji a una festa universitaria portandosi dietro una riproduzione della Lanterna di Lanterna Verde.
Inoltre, nella puntata della quarta stagione numero 11 "La ricombinazione della Lega della Giustizia" il personaggio di Leonard Hofstadter si maschera da Lanterna Verde per prendere parte al Capodanno in maschera.
A fine ottobre 2019 è stata messa in produzione da HBO Max una serie televisiva dedicata a Lanterna Verde.

### Videogiochi
John Stewart è inoltre uno dei protagonisti del videogame Justice League Heroes, mentre
Hal Jordan e Kyle Rayner sono tra i personaggi sbloccabili (rispettivamente al costo di 84 e 55 scudi JLA).
Lanterna Verde è uno dei personaggi giocabili in Mortal Kombat vs DC Universe (2008), in Batman: The Brave and the Bold (2010), in Injustice: Gods Among Us (2013) e Injustice 2 (2017).
Tre Lanterne Verdi (John Stewart, Hal Jordan e Kyle Rayner) sono presenti nel videogioco DC Universe Online.